# 타티야나 콜파코바
타티야나 알렉세예브나 콜파코바(러시아어: Татьяна Алексеевна Колпакова, 1959년 10월 18일 ~ )는 전 소비에트 연방의 멀리뛰기 선수이며, 후에 키르기스스탄을 대표하였다.
키르기스 공화국의 알라메딘에서 태어나 15세 때에 육상을 시작하였다.
1974년 5월 9일 중앙 레닌 스타디움에서 국내 주니어 선수권 대회에 나가 5.90m를 도약하여 2위를 하였다. 같은 해 프룬제에 있는 키르기스 대학교의 경제학 부에 입학하였고, 후에 같은 대학교의 체육학 부를 졸업하였다. 1978년 6.30m의 기록과 함께 "소비에트 연방 스포츠 석사" 시험을 합격하였다.
1979년 소비에트 연방 팀에 들어가 1980년 모스크바 올림픽에 출전, 9 인치에 의하여 개인 기록을 향상시킨 마지막 도약 7.06m와 함께 금메달을 획득하였다. 육상 경력을 끝낸 후, 가끔 코치로 일하였다.
"이 세기의 키르기스 선수" 칭호를 얻었으며, 비슈케크에서 해마다 열리는 육상 선수권 대회가 그녀의 명예를 딴 이름이 붙었다. 2001년 가족과 함께 모스크바로 이주하여 처음의 몇년간 육상 클럽의 경영자로 일하였다.
2004년 코롤료프에서 올림픽 위원회의 체육 문화, 스포츠, 관광을 위해 일하기 시작하였으며, 현재는 차장으로 있다.